# David Tanenbaum
David Tanenbaum (nacido en 1956) es un guitarrista clásico estadounidense. Es conocido por sus interpretaciones de autores de diversas épocas como Hans Werner Henze, Jorge Liderman, Lou Harrison, Astor Piazzolla, o Silvius Leopold Weiss.

## Biografía
David Tanenbaum nació en New Rochelle, Nueva York, Estados Unidos en 1956.

### Carrera
Estudió guitarra en el Conservatorio de San Francisco y el de Peabody, y tuvo como profesores a Rolando Valdez-Blain, Aaron Shearer y Michael Lorimer. Ha hecho estudios también con la pianista Jeanne Stark-Iochmans y la clavicemblista Laurette Goldberg. Actualmente es Jefe del Departamento de Guitarra en el Conservatorio de Música de San Francisco.

## Discografía
- Estudios, 1990
- Lute Masterworks, 1987
- Acoustic Counterpoint, 1991
- Ensemble Modern, Henze: "An eine Äolsharfe", 1992
- Great American Guitar Solo, 1993
- The Perilous Chapel, música para guitarra y percusión por Lou Harrison con Willie Winant, 1993
- Beaming Contrasts de Peter Lewis, 1993
- El Porteño, The music of Astor Piazzolla, 1994
- 100 Greatest Dance Hits de Aron Jay Kernis, 1996
- The Book of Abbeyozzud, 1999
- David Tanenbaum, 1997
- Pavane, 2000
- Classic/Steel, Duo con Peppino D'Agostino, 2000
- David Tanenbaum Plays Weiss, 2001
- Y Bolanzero, 2001
- Naive and Sentimental Music by John Adams, 2002
- Serenado-Lou Harrison, con guitarra de Lou Harrison, con Willie Winant, Gyan Riley, Joel Davel, Scott Evans, 2003
- World Guitar Ensemble-Crossing Borders, 2004
- Waking Dances Guitar Music of Jorge Liderman, 2004
- Royal Winter Music, Zyklus von Hans-Werner Henze, 2005